# Холдинг (тауншип, Миннесота)
Холдинг (англ. Holding) — тауншип в округе Стернс, Миннесота, США. На 2000 год его население составило 1147 человек.

## География
По данным Бюро переписи населения США площадь тауншипа составляет 108,2 км², из которых 106,4 км² занимает суша, а 1,9 км² — вода (1,72 %).

## Демография
По данным переписи населения 2000 года здесь находились 1147 человек, 361 домохозяйство и 303 семьи.  Плотность населения —  10,8 чел./км².  На территории тауншипа расположено 393 постройки со средней плотностью 3,7 построек на один квадратный километр. Расовый состав населения: 99,48 % белых, 0,17 % коренных американцев, 0,09 % азиатов и 0,26 % приходится на две или более других рас.
Из 361 домохозяйств в 44,0 % воспитывались дети до 18 лет, в 76,2 % проживали супружеские пары, в 2,5 % проживали незамужние женщины и в 15,8 % домохозяйств проживали несемейные люди. 13,6 % домохозяйств состояли из одного человека, при том 7,5 % из — одиноких пожилых людей старше 65 лет. Средний размер домохозяйства — 3,11, а семьи — 3,43 человека.
31,0 % населения — младше 18 лет, 8,6 % — в возрасте от 18 до 24 лет, 29,5 % — от 25 до 44, 20,2 % — от 45 до 64, и 10,6 % — старше 65 лет. Средний возраст — 34 года. На каждые 100 женщин приходилось 106,7 мужчин.  На каждые 100 женщин старше 18 приходилось 107,6 мужчин.
Средний годовой доход домохозяйства составлял 42 212 долларов, а средний годовой доход семьи —  45 526 долларов. Средний доход мужчин —  31 905  долларов, в то время как у женщин — 21 033. Доход на душу населения составил 14 879 долларов. За чертой бедности находились 7,7 % семей и 11,3 % всего населения тауншипа, из которых 11,0 % младше 18 и 9,4 % старше 65 лет.